# Östersundom
Östersundom [-súndåm] (Östersundom även på finska, tidigare Itäsalmi) är en stadsdel i östra Helsingfors. Före 2009 hörde området till Sibbo kommun. I stadsdelen ligger Östersundom gård och Björkudden, där Zacharias Topelius bodde under sina sista år. 
Området inkorporerades med Helsingfors stad 1 januari 2009 från Sibbo kommun. Därmed bildades en ny stadsdel som fick namnet Östersundom på både svenska och finska. Östersundom är också namnet på det distrikt där stadsdelarna Sundberg, Husö, Björnsö och Ultuna ingår, förutom redan nämnda stadsdel Östersundom. Ultuna delas vidare in i Landbo och Bäckängen. Distriktet Östersundom är det enda distriktet i Östersundom stordistrikt. Östersundom förblev även ett namn på en registerby, som fortfarande delvis hörde till Sibbo kommun. På finska hette registerbyn officiellt Itäsalmi. Byarna Gumböle Kärr och bostadsområdet Korsnäs inkorporerades också. I Finland avskaffades emellertid registerbyarna år 2014.
I Östersundoms distrikt bor 2121 personer (2012), varav 527 personer bor i stadsdelen Östersundom.

## Namnet
Östersundom nämns i ett domslut från 1347: "sochne männer aff Hattalom, thet Hwsoom och Öster Sundom är". Byns namn i nämns som "Heldersby, heeter nu Öster Sundom". Också Västersundom, som ligger väster om Östersundom nämns i samma dokument. Med landhöjningen har sundet som skilde byarna åt växt igen.
Östersundom gavs på 1900-talet ett finskt namn, Itäsalmi, men på hösten 2010 bestämde Helsingfors stad att det gamla och etablerade Östersundom är stadsdelens namn på både svenska och finska. Jordregisterbyn Östersundom heter fortfarande Itäsalmi på finska.

## Föreningar

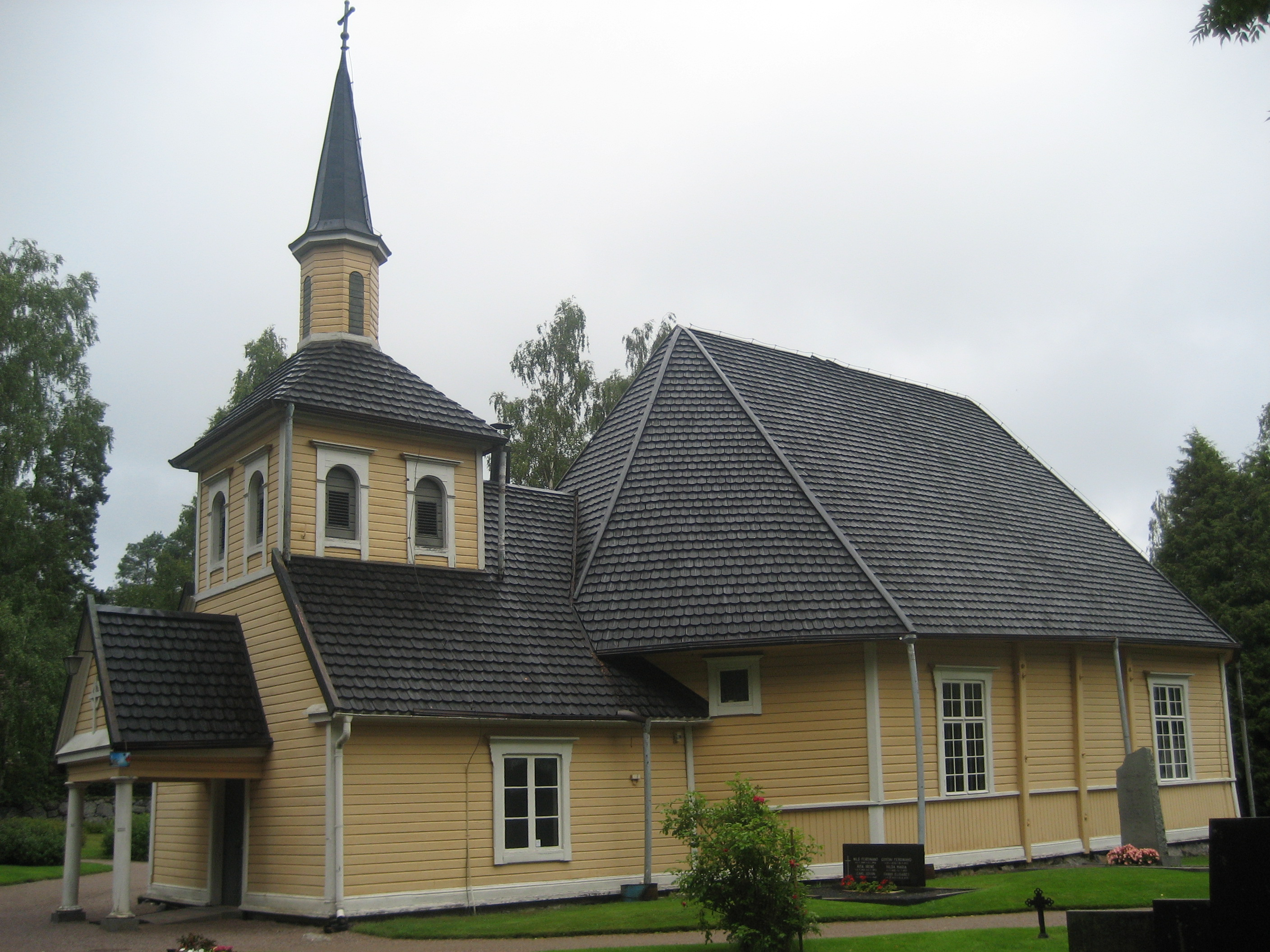
Östersundoms kyrka

- HC Östikka
- Östersundom Scouter
- Östersundomin Sisu - Össi
- Östersundom-seura